# Jan Leo
Jan Leo (ur. 1562 w Jezioranach, zm. 18 stycznia 1635) – ksiądz katolicki, kanonik dobromiejski, autor "Dziejów Prus". Był synem rzemieślnika Antoniego i Elżbiety. 
W 1587 r. rozpoczął studia w Seminarium Diecezjalnym w Braniewie, gdzie 19 września 1587 r. z rąk biskupa Marcina Kromera otrzymał święcenia niższe, a 1 września 1594 r. w Lidzbarku Warmińskim otrzymał subdiakonat z rąk nuncjusza Germanika Malaspiny. 20 maja 1595 r. w Broku otrzymał diakonat z rąk biskupa płockiego Wojciecha Baranowskiego. Święcenia kapłańskie uzyskał w 1595 r. w katedrze chełmińskiej z rąk biskupa Piotra Tylickiego.
Ks. Jan Leo był kapelanem na dworze kardynała Andrzeja Batorego, wikariuszem w Kiwitach, honorowym kanonikiem w Dobrym Mieście, dziekanem kapituły dobromiejskiej. W czasie potopu szwedzkiego, w 1626 r. przeniósł się do Wągrowca do zakonu cystersów. W 1630 r. powrócił do Dobrego Miasta. Prace nad "Historia Prussiae" rozpoczął w Dobrym Mieście i kontynuował w Wągrowcu oraz Parysewie na Mazowszu. Dzieło to zostało wydane drukiem w Braniewie w 1725 r. W 2008 ukazało się tłumaczenie na język polski.
Epitafium znajduje się w posadzce kościoła kolegiackiego w Dobrym Mieście.